# Peugeot J7 e J9
Il J7 ed il J9 erano due furgoni prodotti complessivamente tra il 1965 ed il 1991 dalla Casa automobilistica francese Peugeot.

## Storia e profilo
Il J7 fu presentato nel giugno del 1965 come successore del D4, un mezzo commerciale, ma anche destinato al trasporto di persone, che conseguì un buon successo commerciale anche all'estero.
Il design di questo nuovo automezzo era decisamente più moderno rispetto all'antenato ed era caratterizzato dall'ampia vetratura, specie per quanto riguarda il parabrezza. Unica nota un po' troppo rétro era l'impiego di lamierati ondulati per la sua carrozzeria, elemento che richiama alla memoria le Citroën Type H introdotte ben 17 anni prima.
Inizialmente il J7 fu proposto con portata massima di 1400 kg, ma già nel mese di settembre dello stesso anno fu introdotta anche la versione con portata di 1800 kg ed il mese seguente furono lanciate anche le versioni minibus ed il furgone con finestratura posteriore. All'inizio del 1966 fu invece lanciato il J7 con carrozzeria pick-up.
Il J7 era inizialmente equipaggiato con motorizzazioni differenti a seconda che si trattasse della versione da 1400 o da 1800 kg di carico.
La versione minore montava all'esordio un motore a benzina ed uno a gasolio. L'unità a benzina era la stessa che equipaggiava la Peugeot 403, vale a dire un 4 cilindri da 1468 cm³. Il motore diesel era invece da 1948 cm³ di cilindrata.
La versione da 1800 kg era inizialmente equipaggiata anch'essa con un motore a benzina o uno a gasolio, ma in questo caso si poteva avere con il motore della Peugeot 404, un 4 cilindri da 1618 cm³ di cilindrata, oppure un motore diesel da 2112 cm³ di cilindrata.

Nel corso della produzione, vi fu un solo aggiornamento di rilievo quando la J7 da 1400 kg ricevette le due motorizzazioni inizialmente previste per la versione da 1800 kg, mentre quest'ultima venne equipaggiata con un motore a benzina da 1796 cm³, preso dalla Peugeot 504, e con un motore diesel da 2304 cm³, utilizzato tra l'altro anche sull'ammiraglia 604.
Nel 1981 il J7 fu pensionato ed al suo posto fu lanciato il J9, estremamente simile nell'impostazione tecnica e nella carrozzeria, che doveva servire come "cuscinetto" in attesa del lancio del nuovissimo Peugeot J5. Ma quando nel 1981 quest'ultimo fu lanciato, il J9 continuò a rimanere in listino ancora per qualche anno, addirittura fino al 1991, anno in cui fu definitivamente tolto di produzione.